# رنجر ۵
رنجر ۵ (به انگلیسی: Ranger 5) یک فضاپیمای بدون سرنشین پروژه فضایی رنجر ساخت ایالات متحده آمریکا است که در سال ۱۹۶۲ از کره زمین به سوی فضا پرتاب شد. این فضاپیما به جمع‌آوری تصاویر سطح کره ماه پرداخت و با نقضی که پیش آمد، مأموریت متوقف شد.